# Paweł Śliz
Paweł Marek Śliz (ur. 18 września 1980 w Krakowie) – polski prawnik i polityk, adwokat, poseł na Sejm X kadencji.

## Życiorys
W 2005 został absolwentem prawa na Wydziale Prawa i Administracji Uniwersytetu Jagiellońskiego. W 2009 ukończył aplikację adwokacką. W 2010 podjął praktykę w zawodzie adwokata – początkowo w ramach własnej kancelarii, następnie w spółce partnerskiej.
Zaangażował się w działalność polityczną w strukturach Polski 2050 Szymona Hołowni. W wyborach parlamentarnych w 2023 był liderem listy koalicji Trzecia Droga w okręgu chrzanowskim. Uzyskał mandat posła X kadencji, zdobywając 19 630 głosów (5,38% oddanych głosów w okręgu). W styczniu 2024 powołany na wiceprzewodniczącego sejmowej komisji śledczej ds. wykorzystania oprogramowania Pegasus, a w czerwcu tego samego roku został przewodniczącym Komisji Sprawiedliwości i Praw Człowieka. 11 września 2024 objął funkcję przewodniczącego klubu parlamentarnego Polska 2050-Trzecia Droga.